# 苅屋川
苅屋川（かりやがわ）は、徳島県阿南市を流れる二級河川である。

## 地理
阿南市那賀川町苅屋より同市内を通過し紀伊水道に注ぐ。名前の由来は流域の字名から付けられた。またかつてこの地には那賀郡苅屋村が存在した。流域には徳島県立出島野鳥公園、阿南市立那賀川図書館、阿波公方・民俗資料館などがある。

## 流域の主な施設
- 徳島県立出島野鳥公園
- 阿南市立那賀川図書館
- 阿南市立阿波公方・民俗資料館

## 流域の自治体
徳島県
阿南市